# 衣縫部
衣縫部（きぬぬいべ）とは、大化の改新以前に、衣服の裁縫を仕事として大和政権に仕えた職業部(品部)。

## 概要
以下の伝承から、百済系、呉系、伽耶・加羅系渡来人を中心に衣縫部が編成され、大和国・伊勢国に居住していたことが判明している。
1. 『日本書紀』巻第十によると、応神天皇14年、推定5世紀前後に、百済王は「真毛津」（まけつ）という名前の縫衣工女（きぬぬいのおみな）を貢上し、これが来目衣縫の祖となった[1]。
2. 同37年に阿知使主（あちのおみ）・都加使主（つかのおみ）らは呉に派遣され、高麗（高句麗）の王の導きで呉織（くれはとり）、穴織（あなはとり）とともに工女兄媛・弟媛らを獲得した[2]。
3. 同41年には阿知使主らは筑紫に上陸し、宗像神社に兄媛を奉納した後、武庫に辿り着いたが、その地で応神天皇は崩御され、大鷦鷯尊（のちの仁徳天皇）に残りの3名を献上した。彼女たちは、呉衣縫、蚊屋衣縫等の祖となった[3]。
4. 上記と似たような話として、『日本書紀』巻第十四には、雄略天皇14年、呉（華南）から身狭村主青（むさ の すぐり あお）らが漢織（あやはとり）、呉織とともに衣縫の兄媛・弟媛らを連れ、住吉津に停泊したとある[4]、兄媛を大神神社に奉納したあと、残された弟媛が漢衣縫部とされ、漢織・呉織の衣縫は後の飛鳥衣縫部、伊勢衣縫の祖であると記されている[5]。

以上のように、衣縫部は多くは、大陸から帰化（渡来）した者の子孫であるが、『新撰姓氏録』によると、日本古来のものも存在している。「左京神別」・「和泉神別」にはニギハヤヒを祖先とする、物部氏（石上同祖）系統の衣縫造氏・無姓の衣縫氏が見られる。衣縫造氏の本拠地とみられる大阪府藤井寺市惣社には、飛鳥時代前期に創建された衣縫廃寺が存在していた。『続日本紀』巻第三によると、彼らのうち、衣縫造孔子（きぬぬい の みやつこ くじ）は大宝3年2月（703年）に「連」姓を与えられている。 
律令制では、大蔵省管轄下の縫部司と、中務省管轄下の縫殿寮などが設けられて、裁縫を行ったとある。